# Lycium prunus-spinosa
Lycium prunus-spinosa là loài thực vật có hoa trong họ Cà. Loài này được Dunal mô tả khoa học đầu tiên.